# Ольга Шайнпфлюгова
Ольга Шайнпфлюгова або Ольга Шайнпфлюг (чеськ. Olga Scheinpflugová; 3 грудня 1902, Слани, Австро-Угорщина — 13 квітня 1968, Прага) — чеська актриса і письменниця. Народна артистка Чехословаччини (1968). Дружина Карела Чапека.

## Біографія
Народилася 1902 року в сім'ї Карела Шайнпфлюга (1869—1948), чеського письменника, журналіста та драматурга.
Почала виступати на театральній сцені ще будучи гімназисткою. З 1917 року навчалася в комерційній школі в Празі і одночасно займалася на акторських курсах.

## Акторська діяльність
З 1920 року — артистка чеських драматичних театрів. У 1922—1928 роках Ольга Шайнпфлюгова працювала у празькому міському театрі — театрі на Виноградах, а потім, з 1929 р. до 1968 років була актрисою Національного театру в Празі.
Виконувала ролі у виставах за творами Шекспіра «Сон в літню ніч», «Ромео і Джульєтта», Е. Ростана «Романтики», Софокла «Антігона», Карела Чапека «Засіб Макропулоса», Ф. Лангера «Гранд-готель Невада» та інших.

## Літературна творчість
Поряд з театральною діяльністю, займалася літературною творчістю. Спочатку публікувалася в журналах, а з другої половини 1920-х років надрукувала кілька своїх книг.
Ольга Шайнпфлюгова — авторка десяти романів, десяти книг для дітей і юнацтва, семи поетичних збірок і десяти п'єс. Її шлюб з Карелом Чапеком глибоко вплинув на її акторську кар'єру, а також на її літературні твори. Деякі з її робіт були екранізовані. Головна тема його творів — роль жінки у сучасному світі.

## Особисте життя
У 1935 році Ольга Шайнпфлюгова одружилась із чеським письменником Карелом Чапеком, з яким була знайома з 1920 року. Шлюб був недовгим, через смерть Чапека в 1938 році від пневмонії.. Його архів був захований Ольгою відразу після окупації в саду садиби Стрж в селі Стара-Гуть (біля городка Добржиш, за 35 км на південь від Праги), де письменник провів останні три роки життя, і виявлений після другої світової війни.
11 квітня 1968 року вона потрапила на лікування в третю клініку внутрішньої медицини лікарні Карлового університету в Празі на Карловій площі. Вранці 13 квітня 1968 року вона дала інтерв’ю, в якому заявила, що переживає один із найпрекрасніших періодів її життя і що наступного дня вона нарешті зможе дати свідчення про свого старого друга Яна Масарика. Проте того ж дня о 16:55 вона померла від серцевого нападу, який розвинувся вранці того ж дня в клініці внутрішньої медицини університетської лікарні в Празі. 
Національні похорони відбулися 19 квітня 1968 року. Вона похована у Празі на Вишеградському кладовищі.

## Нагороди
- 1930 — Державна премія Чехословаччини.
- 1953 — Заслужений артист Чехословаччини.
- 1968 — Народна артистка Чехословаччини.